# ソヴェリン級 (スタートレック)
ソヴェリン級（Sovereign class）は、アメリカのSFドラマ・映画『スタートレック』シリーズに登場する、惑星連邦宇宙艦隊保有の架空の宇宙艦の艦級名の一つである。
sovereignは英語で「主権(者)、君主等」を意味する。

## 概要
劇場版第8作『スタートレック ファーストコンタクト』で初登場したU.S.S.エンタープライズEに代償される艦級。ギャラクシー級宇宙艦に代わる新たな旗艦として設計されており、ボーグ集合体、ドミニオン、カーデシア連合等との交戦を想定し、火力、推力、防御力が格段に強化されている。船体全長はギャラクシー級より伸びたものの、船体の規模はアンバサダー級より小さくなり、ギャラクシー級にあったようなクルーの家族や民間人が同乗するような余剰空間は設けられていない。
U.S.S.エンタープライズE以外のソヴェリン級宇宙艦は長年登場していなかったが、劇場版第10作『ネメシス/S.T.X』後の時系列となる『スタートレック:ローワー・デッキ』、『スタートレック:ピカード』では他のソヴェリン級宇宙艦が任務に就いている様子が見られる。

## ソヴェリン級宇宙艦一覧
U.S.S.ソヴェリン（U.S.S.Sovereign NX-73811→NCC-73811）
ソヴェリン級の1番艦。
U.S.S.エンタープライズ（U.S.S.Enterprise NCC-1701-E）
ソヴェリン級の2番艦。就役時はジャン＝リュック・ピカード大佐指揮。劇場版第7作『スタートレック ジェネレーションズ』で喪失したU.S.S.エンタープライズ NCC-1701-Dの後継のエンタープライズとなった。劇場版第8作に続き、第9作『スタートレック 叛乱』および第10作『ネメシス/S.T.X』にも登場する。また、多数の小説・コミック・ゲームにも登場する。
U.S.S.オクダ（U.S.S.Okuda NCC-74107)
『スタートレック:ピカード』シーズン2第1話、10話に登場。エンタープライズE以降初めて公式に登場したソヴェリン級艦の一つ。『スタートレック』シリーズのアーティストで、連邦艦・異星人艦問わず宇宙艦内のタッチパネル式コンピュータコンソールデザイン（オクダグラムと呼ばれる）を考案したことで知られるマイケル・オクダ及び妻のデニス・オクダに由来。
U.S.S.ヴェンチャー（U.S.S.Venture NCC-75306)
『スタートレック:ピカード』シーズン2の1話、10話に登場。エンタープライズE以降初めて公式に登場したソヴェリン級艦の一つ。船名は「冒険」を意味し、24世紀後半に就役していたギャラクシー級U.S.S.ヴェンチャー NCC-71854の後継。
U.S.S.アルシノエ（U.S.S.Arsinoe NCC-75307)
『スタートレック:ピカード』シーズン2の1話、10話に登場。エンタープライズE以降初めて公式に登場したソヴェリン級艦の一つ。ギリシア神話の人物アルシノエーに由来。
U.S.S.ヴァルキリー（U.S.S.Valkyrie NCC-74877)
『スタートレック:ピカード』シーズン2第1話、10話に登場。エンタープライズE以降初めて公式に登場したソヴェリン級艦の一つ。北欧神話に登場する戦乙女ワルキューレの英語表記に由来。
U.S.S.ギルガメッシュ（U.S.S.Gilgamesh NCC-74669)
『スタートレック:ピカード』シーズン2第1話、10話に登場。エンタープライズE以降初めて公式に登場したソヴェリン級艦の一つ。古代メソポタミア、シュメール初期王朝時代の伝説的な王（紀元前2600年頃?）に由来。
U.S.S.パチャクテク（U.S.S.Pachacuti NCC-74181)
『スタートレック:ピカード』シーズン2第1話、10話に登場。エンタープライズE以降初めて公式に登場したソヴェリン級艦の一つ。クスコ王国(後のインカ帝国)の9代サパ・インカ（皇帝）に由来。
U.S.S.ハッチンソン（U.S.S.Hutchinson NCC-74957)
『スタートレック:ピカード』シーズン2第1話、10話に登場。エンタープライズE以降初めて公式に登場したソヴェリン級艦の一つ。アン・ハッチンソン（Anne Hutchinson、17世紀半ばの女性聖職者であり、「市民の自由と宗教的寛容さの勇気ある提唱者」として称えられている）に由来。もしくは『新スタートレック』第144話「謎の潜入者」に登場したカルヴィン・ハッチンスン中佐より。
U.S.S.フロースガル（U.S.S.Hrothgar NCC-74975)
『スタートレック:ピカード』シーズン2第1話、10話に登場。エンタープライズE以降初めて公式に登場したソヴェリン級艦の一つ。英文学最古の叙事詩ベーオウルフに登場する紀元6世紀初頭の半伝説のデンマーク王に由来。
U.S.S.ヴァン・シターズ（U.S.S.Van Citters NCC-72504)
『スタートレック:ローワー・デッキ』シーズン3第10話に登場。テキサス級AI自動航行艦3隻に攻撃を受けたダグラス宇宙基地の救援に現れたが、3隻の集中攻撃を受けて撃沈寸前まで追い込まれる。